# 大果楠
大果楠（学名：Phoebe macrocarpa）为樟科楠属下的一个种。

## 扩展阅读
維基物種上的相關：大果楠